# وینیسیوس و تام

وینیسیوس (چپ)، نماد بازی‌های المپیک تابستانی ۲۰۱۶، و تام (راست)، نماد بازی‌های پارالمپیک تابستانی ۲۰۱۶

وینیسیوس و تام (انگلیسی: Vinicius and Tom) شانس‌بیارهای المپیک و پارالمپیک ریو هستند.
این نام‌ها با کسب ۴۴ درصد آرا از میان بیش از ۳۲۳ هزار رأی مردم برزیل در مقابل ۲ عنوان دیگر انتخاب شدند. «اوبا و ابا» و «تیبا تک و اسکوئیندیم» دیگر نام‌هایی بودند که امکان انتخاب آنها برای مردم وجود داشت. نام‌های وینسیوس و تام از ۲ موسیقیدان به نام‌های وینیسیوس دی مورائس و تام ژوبیم گرفته شده‌اند.
این عروسک‌ها نماد حیوانات و گیاهان برزیل هستند و برای ساخت و طراحی آن‌ها از خصوصیت‌های فرهنگی برزیل و کاراکترهای انیمیشن‌ها و بازی‌های کامپیوتری استفاده شده است.